# Raimondo Guarini
Raimondo Guarini (Mirabella Eclano, 12 maggio 1765 – Napoli, 8 gennaio 1852) è stato uno storico, archeologo ed epigrafista italiano.

## Biografia
Abbandonata presto la casa paterna Raimondo Guarini entrò nell'ordine dei Domenicani nella provincia monastica di San Marco dei Cavoti. Qui divenne presto maestro dell'ordine e vi insegnò lettere, matematica, filosofia, teologia drammatica e morale nei seminari di San Bartolomeo in Galdo ed Ascoli di Puglia. Passò poi a dirigere gli studi della casa religiosa del convento di Piedimonte d'Alife. Abbandonati gli abiti sacerdotali il Guarini si trasferisce a Napoli dove entra nelle grazie dell'allora ministro dell'interno, il conte Giuseppe Zurlo, che lo nominò professore di lingua greca e latina presso il Real Collegio Medico-Cerusico nel 1812. Nel 1815 divenne socio residente dell'Accademia Pontaniana della quale fu eletto anche presidente nel 1829 e nel 1821 fu nominato socio ordinario della Accademia Ercolanese.
Allo studioso è oggi intitolata la Scuola Media Statale di Mirabella Eclano.

## Opere
Tra gli oltre 80 titoli che compongono la sua opera ricordiamo:
- 1814, Ricerche sull'antica città di Eclano (Napoli) dedicata al conte Zurlo suo mecenate. Opera di rilievo storico-archeologico nella quale il Guarini tratteggia con precisione i fasti della città romana di Aeclanum, permettendo di svelare e far conoscere anche i reperti archeologici presenti.
- 1818, Osservazioni su' Triumviri monetali (Napoli)
- 1820, Illustrazione dell'antica Campagna Taurasina e alcune osservazioni agrarie (Napoli)
- 1821, Poemata varia (Napoli)
- 1822, Parnassi lapidarii seu prosodiae latinae fundamenta (Napoli)
- 1824, Illustrazioni apologetica sul marmo puteolano (Napoli)
- 1824, Novelli monumenti eclanesi (Napoli)
- 1827, Dialecticae institutiones (Napoli)
- 1829, Pergamena di Acquaputida del secolo XII della invenzione del corpo di S. Prisco Confessore, con picciole note di Raimondo Guarini (Napoli). Miranda.
- 1829, De nexu scuentiarum es artium inter se, Poema (Napoli)
- 1830, Osservazio sopra un rotolo eclanese (Napoli)
- 1828-1833, In Veterum monumenta commentaria nonnulla (Napoli)
- 1834, Varii sugelli antichi spiegati (Napoli)
- 1835, Varii monumenti con critiche osservazioni (Napoli)
- 1837, Fasti Duumvirali di Pompei (Napoli)
- 1837, De' Consoli voluti municipali (Napoli)
- 1838, Effetti fisici dell'uso del pane e vino consacrato (Napoli)
- 1839, In Cippum Osco Abellanum divinatio (Napoli)
- 1839, Pergamena di Acqua Putida intorno all'invenzione del Corpo di San Prisco
- 1841, Musarum Otia honesta (Napoli)
- 1842, Lexici Osco-Latini Stamina quaedam (Napoli)
- 1844, Memorie Eclanesi (Napoli)
- 1848, Officium et Missa Divi Prisci Confessoris, Mirabellae Patroni principalis (Napoli)
- 1850, Scaligerana relictica quaedam ex Indice Corporis Inscriptionem Gruteri(Napoli)
- 1852, Iter vagum, Mansio IX (Napoli)

Numerose altre opere si trovano raccolte nei Bullettini Archeologici (Roma).